# Mantova
Mantova là một thành phố và cộng đồng (comune) của Ý, đồng thời cũng là thủ phủ của tỉnh Mantova thuộc vùng Lombardia.
Năm 2016, Mantova được chọn là Thủ đô văn hóa của Ý, danh hiệu được chọn bởi Chính phủ Ý vào ngày 27 tháng 10 năm 2015. Năm 2017, thành phố cũng được lựa chọn là Thủ đô Ẩm thực của châu Âu, bao gồm ở thành phố ở Đông Lombardy (cùng với các thành phố Bergamo, Brescia và Cremona).
Năm 2007, Centro storico (khu phố cổ) của Mantova và Sabbioneta được UNESCO công nhận là Di sản thế giới. Lịch sử của nó chịu ảnh hưởng của Gia tộc Gonzaga khiến nơi đây trở thành một trung tâm văn hóa, nghệ thuật và đặc biệt là âm nhạc lớn nhất ở miền Bắc Ý nói riêng và toàn bộ Ý nói chung. Mantova cũng là một địa danh đóng vai trò quan trọng trong lịch sử của Opera. Thành phố được biết đến với kho báu về kiến trúc và hiện vật với những cung điện thời Trung cổ và cảnh quan văn hóa thời Phục hưng. Mantova xuất hiện trong tác phẩm opera L'Orfeo của nhà soạn nhạc Monteverdi hay là tác phẩm Romeo và Juliet của Shakespeare. Đây cũng là đô thi gần với nơi sinh của nhà thơ La Mã nổi tiếng Virgil, người đã được tưởng nhớ bằng một bức tượng tại công viên ven hồ "Piazza Virgilio".
Mantova được bao bọc ba mặt bởi các hồ nhân tạo hình thành trong suốt thế kỷ 12 được coi như là hệ thống phòng thủ của thành phố. Các hồ được cung cấp nước bởi sông Mincio, một nhánh của sông Po xuất phát từ hồ Garda. Ba hồ nước bao quanh thành phố có tên lần lượt là Lago Superiore,Lago di Mezzo, và Lago Inferiore (Hồ Thượng, Trung và Hạ). Hồ Pajolo là hồ nước thứ tư phục vụ như là một con lạch bao xung quanh thành phố nhưng đã cạn kiệt vào thế kỷ 18.
Mantova và các khu vực lân cận là nơi không chỉ có tầm quan trọng về mặt tự nhiên mà là cả về lịch sử và nhân học. Nghiên cứu đã nêu nổi bật một số khu định cư của con người nằm rải rác giữa Solferino và Cavriana